# Lijst van diskjockeys op Joe
Dit is een lijst met de huidige en voormalige diskjockeys van het Nederlandse commerciële radiostation JOE.
Legenda
-  = Actieve diskjockeys zijn voorzien van een gekleurd blokje.
- Jaartallen betreffen alleen dj-werk (geen werk als sidekick of productie).

## B
|  | Naam       | Periode(s)    | Opmerkingen |
|  | ---------- | ------------- | ----------- |
|  | Lars Boele | 2023 invaller |             |

## C
|  | Naam           | Periode(s)                | Opmerkingen |
|  | -------------- | ------------------------- | ----------- |
|  | Eline la Croix | 2023–2024 invaller, 2024– | [ 1 ]       |

## D
|  | Naam             | Periode(s) | Opmerkingen |
|  | ---------------- | ---------- | ----------- |
|  | Kimberley Dekker | 2023–      |             |

## H
|  | Naam           | Periode(s)         | Opmerkingen |
|  | -------------- | ------------------ | ----------- |
|  | Joey Hereman   | 2023–2024 invaller |             |
|  | Chantal Hutten | 2025– invaller     |             |

## K
|  | Naam      | Periode(s)     | Opmerkingen                                                    |
|  | --------- | -------------- | -------------------------------------------------------------- |
|  | Gido Kuin | 2025– invaller | Vervangt Edwin Noorlander tijdens vakanties van Coen en Sander |

## L
|  | Naam            | Periode(s) | Opmerkingen |
|  | --------------- | ---------- | ----------- |
|  | Sander Lantinga | 2024–      | [ 2 ]       |

## M
|  | Naam       | Periode(s) | Opmerkingen |
|  | ---------- | ---------- | ----------- |
|  | Kai Merckx | 2024–      |             |

## N
|  | Naam             | Periode(s) | Opmerkingen                                                                       |
|  | ---------------- | ---------- | --------------------------------------------------------------------------------- |
|  | Edwin Noorlander | 2023–      | Vervangt in de ochtend Coen Swijnenberg en Sander Lantinga tijdens hun vakanties. |

## P
|  | Naam                   | Periode(s)           | Opmerkingen |
|  | ---------------------- | -------------------- | ----------- |
|  | Toine van Peperstraten | 2024, 2025– invaller | [ 3 ]       |
|  | Ingrid Pérez           | 2024–                | [ 3 ]       |
|  | Timur Perlin           | 2024–                | [ 4 ]       |

## R
|  | Naam            | Periode(s)     | Opmerkingen                                 |
|  | --------------- | -------------- | ------------------------------------------- |
|  | Jorien Renkema  | 2024– invaller | Vervangt Kai Merckx tijdens zijn vakanties. |
|  | Erik van Roekel | 2019–2020      |                                             |

## S
|  | Naam             | Periode(s) | Opmerkingen |
|  | ---------------- | ---------- | ----------- |
|  | Daniël Smulders  | 2023–      |             |
|  | Coen Swijnenberg | 2024–      | [ 2 ]       |

## V
|  | Naam                | Periode(s)     | Opmerkingen |
|  | ------------------- | -------------- | ----------- |
|  | Mattie Valk         | 2023 invaller  |             |
|  | Joey van der Velden | 2025– invaller |             |
|  | Domien Verschuuren  | 2023 invaller  |             |